# Epigynopteryx subrufa
Epigynopteryx subrufa är en fjärilsart som beskrevs av W. Warren 1901. Epigynopteryx subrufa ingår i släktet Epigynopteryx och familjen mätare. Inga underarter finns listade i Catalogue of Life.